# Lac du Pélican
Der Lac du Pélican ist ein See auf der Ungava-Halbinsel im Norden der kanadischen Provinz Québec.

## Lage
Der Lac du Pélican liegt im Bereich des Kanadischen Schildes 30 km nördlich des Lac Payne auf einer Höhe von 161 m. Der 147 km² große See besitzt zahlreiche Inseln, die den See in mehrere Seitenbuchten gliedern. Er weist eine Längsausdehnung von 48 km und eine maximale Breite von 15 km auf. Der Rivière Breslay entwässert den See und fließt von dessen Südufer zum Lac Payne.

## Namensgebung
Der See wurde nach der französischen Fregatte Pélican benannt, die Ende des 17. Jahrhunderts durch die Hudson Bay fuhr.